# 9161 Beaufort
9161 Beaufort è un asteroide della fascia principale. Scoperto nel 1987, presenta un'orbita caratterizzata da un semiasse maggiore pari a 2,6577331 UA e da un'eccentricità di 0,1328135, inclinata di 14,06511° rispetto all'eclittica.